# Pengornis
Pengornis houi
Genre
Espèce
Pengornis est un genre éteint énantiornithes basaux, des oiseaux primitifs à dents ayant vécu au Crétacé inférieur en Chine.
Une seule espèce est rattachée au genre, Pengornis houi, décrite en 2008 par Zhou Zhonghe, Julia Allison Clarke (d) et Fucheng Zhang (d). Il a donné son nom à la famille des Pengornithidae en 2014.

## Découverte
L'holotype de Pengornis houi, et seul fossile adulte connu, est un squelette quasi complet référencé IVPP V15336. 

## Datation
Il a été découvert dans la formation géologique de Jiufotang dans la partie supérieure du groupe de Jehol dans la province de Liaoning dans le nord-est de la Chine. Ces niveaux stratigraphiques ont pu être datés par mesures de datation radiométrique Argon-Argon (39Ar-40Ar), sur des feldspaths potassiques dans des niveaux de tufs volcaniques intercalés dans les argiles fossilifères. L'âge obtenu est de 120,3 ± 0,7 Ma (millions d'années), dans l'étage de l'Aptien au Crétacé inférieur.

## Étymologie
Le nom de genre Pengornis combine le mot chinois Peng, un oiseau de la mythologie chinoise et le mot du grec ancien ornis, qui signifie « oiseau ». 
Le nom d'espèce houi honore le paléo-ornithologue Lianhai Hou (d).

## Description
Les autapomorphies caractérisant le genre Pengornis concernent sa tête humérale, son acromion et ses vertèbres cervicales antérieures. Son crâne mesure 5,5 cm de long pour 2,7 cm de haut. Pengornis, malgré une taille modeste, est toutefois le plus grand des oiseaux énantiornithes connus du Crétacé inférieur du nord-est de la Chine.

## Classification
C'est un Enantiornithes basal de la famille des Pengornithidae à laquelle il a donné son nom.
Au sein de cette famille , il est placé en groupe frère avec le genre Parapengornis.

## Publication originale
- (en) Zhonghe Zhou, Julia Clarke et Fucheng Zhang, « Insight into diversity, body size and morphological evolution from the largest Early Cretaceous enantiornithine bird », Journal of Anatomy, Wiley, vol. 212, no 5,‎ mai 2008, p. 565-577 (ISSN 1469-7580 et 0021-8782, PMID 18397240, PMCID 2409080, DOI 10.1111/J.1469-7580.2008.00880.X).